# Chrząstów (Bukowie)
Chrząstów – przysiółek wsi Bukowie w Polsce, położony w województwie opolskim, w powiecie namysłowskim, w gminie Wilków. Częściej nazywany przez mieszkańców Bukowia osiedlem.
W latach 1975–1998 przysiółek położony był w ówczesnym województwie opolskim.

## Historia
Stanowisko archeologiczne – osadę datowaną na okres wpływów rzymskich sprzed 2000 lat, położone na gruntach wsi Bukowie, między drogą wojewódzką 451 Bierutów-Namysłów, a linią kolejową nr 143 Bierutów-Namysłów, około 750 m na zachód od PGR Bukowie, wpisano do rejestru zabytków decyzją z 10 września 1984 r. Wojewódzkiego Konserwatora Zabytków.
W Chrząstowie znajdował się również PGR Bukowie (pod którego podlegało gospodarstwo na Barskim Dworze), który po zmianach ustrojowych w państwie po 1989 r. został sprywatyzowany.